# 羽黒平バスストップ

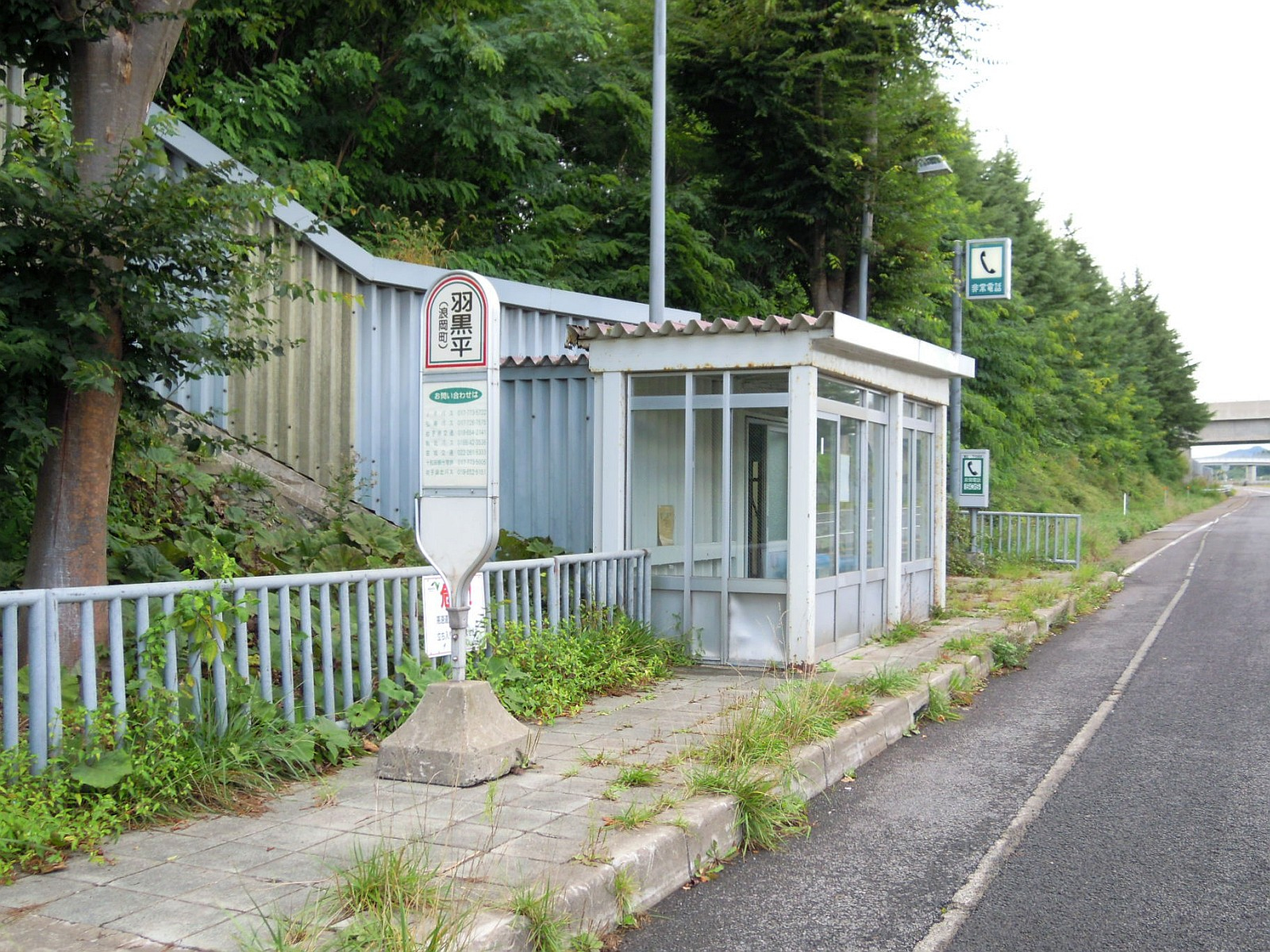
羽黒平バスストップ（下り線側）

羽黒平バスストップ（はぐろたいバスストップ）は青森県青森市（旧・南津軽郡浪岡町）のバス停留所のことである。停留所名は「羽黒平（はぐろたい）」である。東北自動車道と県道27号の交点付近にあり、東北道のバス停は「高速浪岡（こうそくなみおか）」とも呼ばれる。

## 停車路線

### 高速バス
- あすなろ号（盛岡 - 青森）
- ブルーシティ号（仙台 - 青森）

※仙台行は乗車専用、青森行は降車専用。

### 路線バス
- 青森市市バス（旧青森市市民バス←青森市営バス／弘南バス委託）
  - 浪岡線 （青森空港経由）
- 浪岡地区コミュニティバス（弘南バス委託）
  - 王余魚沢線
- ※高速バスと路線バスとの接続は考慮されていない。

## 沿革
- 1987年8月1日 - あすなろ号運行開始に伴い設置。
- 1995年7月1日 - ブルーシティ号の停車開始。
- 2005年3月1日 - 青森上野号の停車開始。
- 2006年9月1日 - 青森上野号が弘前バスターミナル乗り入れに伴い、同路線の停車を廃止。

## その他
- ブルーシティ号乗車券は弘南バス黒石駅前案内所で発売。
- 上り線側に利用者無料駐車場がある。